# Сиве
Сиве́ (от фр. civet) — блюдо окситанской кухни, разновидность рагу, содержащего обычно местную разновидность лука. Обычно в сиве добавляют красное вино, а соус содержит кровь животных (хотя исторически это не всегда было так): кролика, кабана, омара, петуха или даже фазана.
Неизвестно, происходит ли название из окситанского или французского языка. Происходит от фр. cive/civette (диалектное название лука) и означает буквально «блюдо, приготовленное из лука или порея».
В Средние века сиве редко содержало зайчатину. Кровь в подливке также появилась довольно поздно, что отчасти было связано с трудностью её замешивания в состав. Бульон, получающийся в результате этого смешения, стал в наши дни причиной успеха сиве как блюда, рецепт которого устоялся лишь в начале XX века.